# 제1포병여단 (대한민국)
제1포병여단(第一砲兵旅團, 영어: ROKA 1st Artillery Brigade)은 대한민국 제1군단의 포병 여단이다. 경기도 고양시에 사령부를 두고 있다.
1953년 2월 16일 제1군단 포병단으로서 창설되었다. 11월 20일 제1군단 포병 사령부로, 1982년 8월 1일, 제1포병여단으로 개편되었다.

## 편성
- 직할대대
  - 제331표적획득대대
  - 제657포병대대
  - 제2000포병대대
  - 본부근무대
  - 정보통신대
  - 정비근무대
- 제2포병단
  - 제355포병대대
  - 제652포병대대
  - 제722포병대대
  - 제898포병대대
  - 제878포병대대
- 제3포병단
  - 제651포병대대
  - 제655포병대대
  - 제818포병대대
  - 제958포병대대
  - 제733포병대대
  - 제868포병대대
- 제7포병단
  - 제106포병대대
  - 제107포병대대
  - 제108포병대대
  - 제109포병대대

## 여단가
```
(1절)
비호봉에 서린 정기 가슴 두르고,

조국의 방패 되어 싸우는 우리.

끓는 피, 이 한 목숨. 통일의 초석.

무찌르고 나아가는 비호의 용사.

(2절)
지축을 뒤흔드는 승리의 함성.

조국의 심장부는 내가 지킨다.

한 치의 실수 없이 불을 내뿜고,

백발백중 힘이 솟는 무적의 용사.

(후렴)
보아라! 성난 포탄! 응징의 날개!

그 이름 찬란하다. 제 1 포병여단!

```

## 같이 보기
- 대한민국 육군의 부대 조직 및 편성 목록
- 대한민국 육군의 여단 목록

## 참고
1. ↑  육군본부 군사연구소 역사편찬과. “직계가족복무부대 지원가능 해당부대 내역” (HWP). 병무청. 2013년 6월 12일에 확인함.